# Міхалінек
Міхалінек (пол. Michalinek) — село в Польщі, у гміні Плонськ Плонського повіту Мазовецького воєводства.
Населення — 84 особи (2011).
У 1975—1998 роках село належало до Цехановського воєводства.

## Демографія
Демографічна структура станом на 31 березня 2011 року:
|          | Загалом | Допрацездатний вік | Працездатний вік | Постпрацездатний вік |
| -------- | ------- | ------------------ | ---------------- | -------------------- |
| Чоловіки | 45      | 9                  | 30               | 6                    |
| Жінки    | 39      | 5                  | 26               | 8                    |
| Разом    | 84      | 14                 | 56               | 14                   |